# Paul Wilski
Paul Wilski (* 26. März 1868 in Danzig; † 13. März 1939 in Aachen) war ein deutscher Geodät und Markscheider.

## Leben
Nach seinem Studium begann Wilski ab 1890 zunächst als Landvermesser im Staatsdienst und gehörte um die Jahrhundertwende auch zeitweise der Reichs-Limeskommission unter Theodor Mommsen an. Durch diesen kam es zum Kontakt mit dem Archäologen Friedrich Hiller von Gaertringen, der ihn in sein Team für die Ausgrabungen von Alt-Thera auf Santorin aufnahm. Bevor er erneut nach Thera zurückkehrte, übernahm er zwischenzeitlich im Jahr 1899 eine Stelle als Assistent an der Landwirtschaftlichen Akademie Bonn-Poppelsdorf und schloss im Jahr 1902 seine Promotion zum Dr. phil. an der Universität Rostock ab. Nach seiner Rückkehr nach Thera erforschte er speziell die Stadtgeschichte und die meteorologischen Verhältnisse der Insel. Diese Forschungsergebnisse publizierte er dann unter anderem in seinem ersten Hauptwerk, welches im dritten und vierten Band des fünfbändigen Werkes seines Mentors von Gaertringen Aufnahme fand. Ebenso entwarf Wilski in jener Zeit neue topographische Karten von Thera und der milesischen Halbinsel.
Schließlich wechselte Wilski im Jahr 1905 zunächst als Extraordinarius, später als Ordinarius für Geodäsie und Markscheidekunde an die Bergakademie Freiberg. Noch während des Ersten Weltkrieges folgte er sodann im Jahr 1916 einem Ruf an die RWTH Aachen, wo er als Ordinarius für Markscheidekunde und Feldmessen die Hauptarbeitsgebiete Doppellotverfahren mit mehreren Gewichten und Möglichkeiten der zentrischen Lotung übernahm. Darüber hinaus übernahm er die Leitung der staatlichen Erdbebenwarte zu Aachen. Während seiner Aachener Zeit fasste er unter anderem seine Forschungsergebnisse in einem neuen Werk zusammen, welches als zweibändiges „Lehrbuch der Markscheidekunde“ in mehrere Sprachen übersetzt und weltweit vertrieben wurde.
Wilski, dessen Forschungen sich in Aachen insbesondere auf das Schachtlotverfahren konzentrierten, galt als Erfinder des nach ihm benannten „Wilski’schen Schachtlotgerätes“, des „Wilski’schen Prismas“ und des „Wilski’schen Klarheitsmaßes“. Bereits am 21. April 1920 wurde Wilski in die Deutsche Akademie der Naturforscher Leopoldina aufgenommen. Im Jahre 1935 erfolgte altersgemäß seine Emeritierung.
Paul Wilski fand seine letzte Ruhestätte auf dem Aachener Waldfriedhof.

## Werke (Auswahl)
- Die Durchsichtigkeit der Luft über dem Ägäischen Meere nach Beobachtungen der Fernsicht von der Insel Thera aus, Univ. Diss. Rostock, 1902
- Grabungsbericht der Reichs-Limeskommission: E. Fabricius, Th. Drück, J. Jacobs, F. Leonhard, Paul Wilski in der Reihe Der obergermanisch-raetische Limes des Römerreiches (Hrsg. Ernst Fabricius, Felix Hettner, Oscar von Sarwey): Abteilung B, Band 6, Kastell Nr. 66a (1904).
- Thera. Untersuchungen, Vermessungen und Ausgrabungen 1895 bis 1902; Hrsg.: Hiller von Gaertringen/H.Dragendorff/P. Wilski:; Verlag Georg Reimer, Berlin:
  - Band III: Stadtgeschichte von Thera; Paul Wilski; 1904
  - Band IV: Klimatologische Beobachtungen aus Thera; Paul Wilski; 1902–1909
- Karte der milesischen Halbinsel (= Milet. Ergebnisse der Ausgrabungen und Untersuchungen. Heft 1). G. Reimer, Berlin 1906 (Digitalisat).
- Anweisung zur Ausführung der zentrischen Schachtlotung mit Obenträgern und Untenträgern, sowie mit mehreren Gewichten, Freiberg Sa. : E. Mauckisch, 1923
- Durchschlagsgenauigkeit. Österreichische Zeitschrift für Vermessungswesen, 1925, 23, 1–9 und 53–55 (PDF(1), PDF(2))
- Das Schachtlotproblem, Österreichische Zeitschrift für Vermessungswesen, 1925, 23, 84–90 (PDF)
- Trienter bergmännische Urkunde aus dem Jahre 1213. Österreichische Zeitschrift für Vermessungswesen, 1930, 28, 43–49 (PDF)
- H. Paus: Messungen der Aachener Sandgewand. Österreichische Zeitschrift für Vermessungswesen, 1933, 31, 31–33 (PDF)
- Der Einrechnungszug. Österreichische Zeitschrift für Vermessungswesen, 1933, 31, 45–53 (PDF)
- Über die heutige Markscheidekunde. Österreichische Zeitschrift für Vermessungswesen, 1933, 31, 61–66 (PDF)
- Emschermann: Theoretische Erörterungen zur zentrischen Schachtlotung mit mehreren Gewichten. Österreichische Zeitschrift für Vermessungswesen, 1933, 31, 110–112 (PDF)
- O. Koentges, Einstellen des Horizontalfadens auf die Mitte eines Lattenintervalles. Österreichische Zeitschrift für Vermessungswesen, 1934, 32, 56–57 (PDF)
- Lehrbuch der Markscheidekunde, 2 Bände, Berlin : Julius Springer, 1929/32